# 大澤裕
大澤 裕（おおさわ ゆたか、1963年7月24日 - ）は、日本の法学者。早稲田大学法学学術院教授。専門は刑事訴訟法。神奈川県横須賀市出身。

## 来歴
- 1982年 神奈川県立横須賀高等学校卒業
- 1987年 東京大学法学部第1類（私法コース）卒業[2]、同助手
- 1990年 名古屋大学法学部助教授
- 2000年 名古屋大学大学院法学研究科教授
- 2007年 東京大学大学院法学政治学研究科教授
- 2024年[3] 早稲田大学法学学術院教授

## 著作
- 『演習刑事訴訟法』（共著）（有斐閣、2005年）
- 『ケースブック刑事訴訟法』（共著）（有斐閣、2004年 ）
- 『裁判員裁判における第一審の判決書及び控訴審の在り方』（共著）（司法研修所、61輯2号）
- 『ブリッジブック刑事裁判法』（共著）（信山社、2007年）

## 論文
- 「刑事訴訟における『択一的認定』(1)～(4)完」（法学協会雑誌109巻6号、111巻6号、112巻7号、113巻5号）
- 「コンピュータと捜索・差押え・検証--インターネット・プロバイダからの顧客データ差押え事件を素材として」（法教244号）
- 「事件単位の原則--一罪一勾留の原則との関係において」（法教245号）
- 「訴因の機能と訴因変更の要否--最決平成13.4.11刑集五五巻三号127頁」（法教256号）
- 「公訴事実の同一性と単一性(上)（下）」（法教270、272号）
- 「「新たな準備手続」と証拠開示」（刑法雑誌43巻3号）
- 「合議体の構成 (特集 裁判員制度のゆくえ) -- (第1部 法案の諸論点) 」（現代刑事法6(5)）
- 「刑訴法326条の同意について」（法曹時報56巻11号）
- 「常習一罪と一事不再理の効力--最判平成15.10.7に関する覚書 」（研修685号）
- 「自白の証拠能力といわゆる違法排除説 」（研修694号）

## 公的活動等
- 新司法試験問題検討会委員（～平成17年3月）
- 司法試験（新司法試験）考査委員（～平成19年11月）
- 司法試験（旧司法試験第二次試験）考査委員
- 日本刑法学会理事
- 法制審議会臨時委員（被収容人員適正化方策に関する部会）
- 法制審議会幹事（刑事法〔犯罪被害者関係〕部会、同〔裁判員制度関係〕部会等）（～平成19年3月）
- 最高裁判所刑事規則制定諮問委員会幹事
- 法科大学院協会事務局次長、同連携協議委員会主任